# Juniorvärldsmästerskapet i ishockey 1985
Juniorvärldsmästerskapet i ishockey 1985, JVM i ishockey 1985, var den nionde upplagan av Juniorvärldsmästerskapet i ishockey som arrangerades av IIHF. 
Mästerskapet avgjordes i tre divisioner som A-, B- och C-JVM. Dessa divisioner spelades som tre turneringar:
A-JVM spelades i Helsingfors, Åbo, Vanda och Esbo, Finland, under perioden 23 december 1984 - 1 januari 1985.
B-JVM i Sapporo, Japan, under perioden 15 - 21 mars 1985.
C-JVM i Bryssel, Belgien, under perioden 22 - 27 februari 1985.
Detta års VM blev ett jämnt mästerskap för A-gruppen. Kanada och Tjeckoslovakien slutade på samma poäng, och spelade oavgjort i sin inbördes match, 2-2. Guldmedaljerna tilldelades Kanada på bättre målskillnad. Även Sovjetunionen och Finland slutade på samma poäng i den slutliga tabellen i kampen om bronsmedaljerna . Här erövrade Sovjetunionen tredjeplatsen genom att vinna över Finland i deras inbördes match med 6-5. På nedflyttningsplats slutade Västtyskland och Polen på samma poäng och här avgjorde målskillnaden till nackdel för Polen som slutade sist i tabellen, inbördes mötet lagen emellan slutade 3-3.
| A-JVM 1985 | A-JVM 1985      |
| ---------- | --------------- |
| Guld       | Kanada          |
| Silver     | Tjeckoslovakien |
| Brons      | Sovjetunionen   |
| 4.         | Finland         |
| 5.         | Sverige         |
| 6.         | USA             |
| 7.         | Västtyskland    |
| 8.         | Polen           |

| B-JVM 1985 | B-JVM 1985    |
| ---------- | ------------- |
| 9.         | Schweiz       |
| 10.        | Nederländerna |
| 11.        | Japan         |
| 12.        | Österrike     |
| 13.        | Norge         |
| 14.        | Rumänien      |
| 15.        | Italien       |
| 16.        | Frankrike     |

| C-JVM 1985 | C-JVM 1985      |
| ---------- | --------------- |
| 17.        | Bulgarien       |
| 18.        | Ungern          |
| 19.        | Belgien         |
|            | Nederländerna-B |
| 20.        | Storbritannien  |
| 21.        | Spanien         |

Nederländerna-B deltog i C-JVM utom tävlan.

## A-JVM

### Spelordning
Turneringen avgjordes genom att lagen spelade en serie där alla lagen mötte alla. Det lag som efter sju omgångar placerade sig på första plats i tabellen utropades till juniorvärldsmästare i ishockey. Alla lag spelade sju matcher, där vinst gav två poäng, oavgjord en poäng och där inbördes möte gällde innan man delade på lag genom målskillnad i tabellen.

### Resultat
| Datum            | Match                           | Res.   | Periodres.   |
| ---------------- | ------------------------------- | ------ | ------------ |
| 23 december 1984 | Sovjetunionen - Polen           | 10 - 0 | 3-0,4-0,3-0  |
| 23 december 1984 | Kanada - Sverige                | 8 - 2  | 1-0,2-1,5-1  |
| 23 december 1984 | Tjeckoslovakien - USA           | 9 - 1  | 2-1,2-0,5-0  |
| 23 december 1984 | Finland - Västtyskland          | 9 - 0  | 0-0-,6-0,3-0 |
| 25 december 1984 | Västtyskland - Sovjetunionen    | 1 - 12 | 0-5,1-3,0-4  |
| 25 december 1984 | Sverige - Tjeckoslovakien       | 3 - 4  | 0-2,1-0,2-2  |
| 25 december 1984 | Kanada - Polen                  | 12 - 1 | 2-1,4-0,6-0  |
| 25 december 1984 | Finland - USA                   | 7 - 4  | 2-0,0-3,5-1  |
| 26 december 1984 | Tjeckoslovakien - Polen         | 6 - 2  | 2-2,2-0,2-0  |
| 26 december 1984 | Kanada - Västtyskland           | 6 - 0  | 1-0,1-0,4-0  |
| 26 december 1984 | Sovjetunionen - USA             | 4 - 2  | 1-1,2-1,1-0  |
| 26 december 1984 | Finland - Sverige               | 5 - 3  | 2-1,3-2,0-0  |
| 28 december 1984 | Västtyskland - Tjeckoslovakien  | 3 - 7  | 0-4,1-2,2-1  |
| 28 december 1984 | Finland - Polen                 | 11 - 2 | 6-2,4-0,1-0  |
| 28 december 1984 | Sverige - Sovjetunionen         | 1 - 5  | 0-1,0-2,1-2  |
| 28 december 1984 | USA - Kanada                    | 5 - 7  | 2-3,2-0,1-4  |
| 29 december 1984 | USA - Västtyskland              | 2 - 1  |              |
| 29 december 1984 | Finland - Tjeckoslovakien       | 1 - 1  | 0-0,1-0,0-1  |
| 29 december 1984 | Polen - Sverige                 | 0 - 11 | 0-4,0-3,0-4  |
| 29 december 1984 | Sovjetunionen - Kanada          | 0 - 5  | 0-2,0-0,0-3  |
| 31 december 1984 | Polen - USA                     | 2 - 6  | 2-2,0-2,0-2  |
| 31 december 1984 | Finland - Kanada                | 4 - 4  | 1-2,2-2,1-0  |
| 31 december 1984 | Västtyskland - Sverige          | 1 - 5  | 1-2,0-2,0-1  |
| 31 december 1984 | Sovjetunionen - Tjeckoslovakien | 1 - 3  | 0-0,1-1,0-2  |
| 1 januari 1985   | Sverige - USA                   | 7 - 3  | 2-1,3-1,2-1  |
| 1 januari 1985   | Polen - Västtyskland            | 3 - 3  | 0-0,2-1,1-2  |
| 1 januari 1985   | Finland - Sovjetunionen         | 5 - 6  | 2-2,1-3,2-1  |
| 1 januari 1985   | Tjeckoslovakien - Kanada        | 2 - 2  | 0-0,1-1,1-1  |

### Slutresultat
| P  | Lag             | S | V | O | F | Mål   | Poäng |
| -- | --------------- | - | - | - | - | ----- | ----- |
| 1. | Kanada          | 7 | 5 | 2 | 0 | 44-14 | 12    |
| 2. | Tjeckoslovakien | 7 | 5 | 2 | 0 | 38-17 | 12    |
| 3. | Sovjetunionen   | 7 | 5 | 0 | 2 | 51-24 | 10    |
| 4. | Finland         | 7 | 4 | 2 | 1 | 42-20 | 10    |
| 5. | Sverige         | 7 | 3 | 0 | 4 | 32-26 | 6     |
| 6. | USA             | 7 | 2 | 0 | 5 | 23-37 | 4     |
| 7. | Västtyskland    | 7 | 0 | 1 | 6 | 9-44  | 1     |
| 8. | Polen           | 7 | 0 | 1 | 6 | 10-59 | 1     |

Kanada och Tjeckoslovakien slutade på samma poäng, eftersom inbördes möte slutade oavgjort (2-2) så avgjorde målskillnaden till Kanadas fördel, Kanada +30 mål, Tjeckoslovakien +21 mål. 
Sovjetunionen vann bronset för Finland på samma poäng. Här avgjorde innbördes möte till Sovjetunionens fördel.
Polen flyttades ned till B-Gruppen inför JVM 1986. Polen slutade på samma poängtal som Västtyskland, den inbördes matchen slutade 3-3, vilket gjorde att målskillnaden vägde över till Västtysklands fördel, -35 mål mot -49 mål.

### Skytteliga
| Spelare          | Land            | GP | G  | A  | Pts |
| ---------------- | --------------- | -- | -- | -- | --- |
| Esa Keskinen     | Finland         |    | 6  | 14 | 20  |
| Esa Tikkanen     | Finland         |    | 7  | 12 | 19  |
| Brian Bradley    | Kanada          |    | 9  | 5  | 14  |
| Peter Andersson  | Sverige         |    | 4  | 10 | 14  |
| Mikko Mäkelä     | Finland         |    | 11 | 2  | 13  |
| Michal Pivonka   | Tjeckoslovakien |    | 9  | 4  | 13  |
| Adam Creighton   | Kanada          |    | 8  | 4  | 12  |
| Sergei Novoselov | Sovjetunionen   |    | 3  | 9  | 12  |
| Alexander Semak  | Sovjetunionen   |    | 7  | 4  | 11  |
| Adam Creighton   | Sovjetunionen   |    | 6  | 3  | 9   |

### Utnämningar

#### All-star lag
- Målvakt:  Timo Lehkonen
- Backar:  Bob Dollas,  Mikhail Tatarinov
- Forwards:  Esa Tikkanen,  Michal Pivonka,  Nikolai Borschevsky

#### IIHFval av bäste spelare
- Målvakt:  Craig Billington
- Back:  Vesa Salo
- Forward:  Michal Pivonka

### Spelartrupper

#### Sverige
- Målvakter: Ulf Nilsson, Jacob Gustavsson
- Backar: Peter Andersson, Tommy Albelin, Per Forsberg, Jens Johansson, Jan Karlsson, Mats Kihlström, Ulf Samuelsson
- Forwards: Mikael Andersson, Lars Byström, Henrik Cedergren, Anders Huss, Tommy Lehman, Thomas Ljungbergh, Jon Lundström, Niklas Mannberg, Jörgen Marklund, Tomas Sandström, Roland Westin, Michael Wikström

## B-JVM
JVM 1985 Grupp B spelades i Sapporo, Japan, och vanns av Schweiz, som flyttades upp i Grupp A inför kommande JVM. Frankrike slutade sist i tabellen och flyttades ned i C-gruppen inför nästa års JVM.
Ner till B-gruppen flyttades Polen inför JVM 1986 och Bulgarien flyttades upp från C-gruppen.

### Slutresultat
| JVM 1985 - Grupp B | JVM 1985 - Grupp B |
| ------------------ | ------------------ |
| 1.                 | Schweiz            |
| 2.                 | Nederländerna      |
| 3.                 | Japan              |
| 4.                 | Österrike          |
| 5.                 | Norge              |
| 6.                 | Italien            |
| 7.                 | Rumänien           |
| 8.                 | Frankrike          |

### Spelform
De åtta lagen spelade en enkelserie där alla lagen mötte alla. Det lag som efter sju omgångar placerade sig på första plats i tabellen flyttades upp till Grupp A inför JVM i ishockey 1986. Alla lag spelade sju matcher, där vinst gav två poäng, oavgjord en poäng och där inbördes möte gällde innan man delade på lag genom målskillnad i tabellen. Laget som slutade sist i tabellen flyttades ned till Grupp C inför JVM 1986.

### Spelresultat
| Datum | Match                     | Res.   | Periodres. |
| ----- | ------------------------- | ------ | ---------- |
|       | Schweiz - Frankrike       | 7 - 0  |            |
|       | Nederländerna - Rumänien  | 7 - 1  |            |
|       | Japan - Italien           | 5 - 2  |            |
|       | Österrike - Norge         | 5 - 5  |            |
|       | Schweiz - Rumänien        | 8 - 6  |            |
|       | Nederländerna - Italien   | 7 - 1  |            |
|       | Japan - Norge             | 3 - 1  |            |
|       | Österrike - Frankrike     | 4 - 2  |            |
|       | Schweiz - Italien         | 7 - 1  |            |
|       | Nederländerna - Norge     | 5 - 1  |            |
|       | Japan - Frankrike         | 6 - 3  |            |
|       | Österrike - Rumänien      | 7 - 6  |            |
|       | Schweiz - Norge           | 6 - 1  |            |
|       | Nederländerna - Frankrike | 12 - 1 |            |
|       | Japan - Österrike         | 7 - 1  |            |
|       | Italien - Rumänien        | 7 - 1  |            |
|       | Schweiz - Österrike       | 20 - 7 |            |
|       | Nederländerna - Japan     | 6 - 3  |            |
|       | Norge - Italien           | 6 - 3  |            |
|       | Rumänien - Frankrike      | 6 - 3  |            |
|       | Schweiz - Japan           | 5 - 3  |            |
|       | Nederländerna - Österrike | 8 - 1  |            |
|       | Norge - Rumänien          | 7 - 1  |            |
|       | Italien - Frankrike       | 1 - 2  |            |
|       | Schweiz - Nederländerna   | 5 - 4  |            |
|       | Japan - Rumänien          | 3 - 5  |            |
|       | Norge - Frankrike         | 7 - 6  |            |
|       | Italien - Österrike       | 2 - 3  |            |

### Slutresultat
| P  | Lag           | S | V | O | F | Mål   | Poäng |
| -- | ------------- | - | - | - | - | ----- | ----- |
| 1. | Schweiz       | 7 | 7 | 0 | 0 | 58-22 | 14    |
| 2. | Nederländerna | 7 | 5 | 1 | 1 | 47-14 | 11    |
| 3. | Japan         | 7 | 4 | 1 | 2 | 34-23 | 9     |
| 4. | Österrike     | 7 | 3 | 1 | 3 | 42-20 | 7     |
| 5. | Norge         | 7 | 2 | 1 | 4 | 23-28 | 5     |
| 6. | Rumänien      | 7 | 2 | 1 | 4 | 27-42 | 5     |
| 7. | Italien       | 7 | 2 | 0 | 5 | 14-28 | 4     |
| 8. | Frankrike     | 7 | 1 | 1 | 5 | 19-42 | 3     |

## Grupp C
JVM 1985 Grupp C spelades i Bryssel, Belgien, och vanns av Bulgarien, som flyttades upp i Grupp B inför kommande JVM.

### Slutresultat
| JVM 1985 - Grupp C | JVM 1985 - Grupp C |
| ------------------ | ------------------ |
| 1.                 | Bulgarien          |
| 2.                 | Ungern             |
| 3.                 | Belgien            |
| 4.                 | Nederländerna-B    |
| 5.                 | Storbritannien     |
| 6.                 | Spanien            |
Nederländerna-B deltog i C-JVM utom tävlan.

### Spelform
De sex lagen spelade en enkelserie där alla lagen mötte alla. Det lag som efter fem omgångar placerade sig på första plats i tabellen flyttades upp till Grupp B inför JVM i ishockey 1986. Alla lag spelade fem matcher, där vinst gav två poäng, oavgjord en poäng och där inbördes möte gällde innan man delade på lag genom målskillnad i tabellen. 

### Spelresultat
| Datum | Match                            | Res.   | Periodres. |
| ----- | -------------------------------- | ------ | ---------- |
|       | Bulgarien - Spanien              | 5 - 4  |            |
|       | Ungern - Storbritannien          | 11 - 2 |            |
|       | Belgien - Nederländerna-B        | 5 - 5  |            |
|       | Bulgarien - Storbritannien       | 4 - 1  |            |
|       | Ungern - Nederländerna-B         | 10 - 2 |            |
|       | Belgien - Spanien                | 6 - 4  |            |
|       | Bulgarien - Nederländerna-B      | 5 - 1  |            |
|       | Ungern - Belgien                 | 6 - 1  |            |
|       | Storbritannien - Spanien         | 5 - 3  |            |
|       | Bulgarien - Belgien              | 11 - 9 |            |
|       | Ungern - Spanien                 | 6 - 4  |            |
|       | Nederländerna-B - Storbritannien | 8 - 1  |            |
|       | Bulgarien - Ungern               | 3 - 2  |            |
|       | Belgien - Storbritannien         | 11 - 1 |            |
|       | Spanien - Nederländerna-B        | 3 - 4  |            |

### Slutresultat
| P  | Lag             | S | V | O | F | Mål   | Poäng |
| -- | --------------- | - | - | - | - | ----- | ----- |
| 1. | Bulgarien       | 5 | 5 | 0 | 0 | 28-17 | 10    |
| 2. | Ungern          | 5 | 4 | 0 | 1 | 35-12 | 8     |
| 3. | Belgien         | 5 | 2 | 1 | 2 | 32-27 | 5     |
| -  | Nederländerna-B | 5 | 2 | 1 | 2 | 20-24 | 5     |
| 4. | Storbritannien  | 5 | 1 | 0 | 4 | 10-37 | 2     |
| 5. | Spanien         | 5 | 0 | 0 | 5 | 18-26 | 0     |